# L'Île (film, 2021)
Pour les articles homonymes, voir L'Île.
Pour plus de détails, voir Fiche technique et Distribution.
L'Île est un film d'animation roumano-franco-belge d'Anca Damian sorti en 2021. Il s'agit du comédie musicale reprenant l'histoire de Robinson Crusoë.

## Synopsis
Robinson Crusoë est un médecin et veut rester solitaire sur son île. Seulement, son île qui est située sur la Mer Méditerranée est vite envahie par des ONG, des migrants et des gardes. Il arrive à sauver un réfugié du nom de Vendredi qui est le seul survivant d'un bateau de réfugié qui partait d'Afrique pour l'Italie. Robinson se rapproche de Vendredi et d'autres personnes qu'il croisera sous fond de poésie et chanson. 

## Fiche technique
Sauf indication contraire, les informations mentionnées dans cette section peuvent être confirmées par les bases de données cinématographiques IMDb et Allociné,  présentes dans la section « Liens externes ».
- Titre original : The Island
- Titre français : L'Île
- Réalisation : Anca Damian
- Scénario : Anca Damian et Augusto Zanovello, d'après l'œuvre d'Augusto Zanovello
- Musique : Ada Milea et Alexandru Bǎlǎnescu
- Montage : Dana Bunescu
- Son : Gert Janssen
- Animateur : Dan Panaitescu et Mathieu Labaye
- Production : Anca Damian
- Sociétés de production : Aparte Film, Take Five et Komadoli
- Société de distribution : Eurozoom
- Pays de production :  Roumanie,  France et  Belgique
- Langue originale : roumain et anglais
- Format : couleur — 2,35:1
- Genre : animation
- Durée : 85 minutes
- Dates de sortie :
  - Corée du Sud : 8 octobre 2021 (Pusan)
  - Roumanie : 22 juin 2022
  - France : 7 juin 2023

## Distribution
Sauf indication contraire ou complémentaire, les informations mentionnées dans cette section proviennent du générique de fin de l'œuvre audiovisuelle présentée ici.
- Alexandru Bǎlǎnescu : Robinson
- Ada Milea : Mary
- Cristina Juncu : la sirène
- Lucian Ionescu : Vendredi